# Hoegaarden (gemeente)

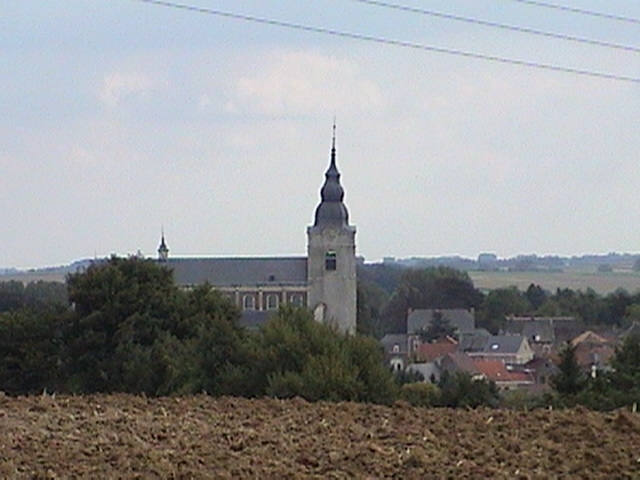
Dorpskom van Hoegaarden - Die Cuype - met Sint-Gorgoniuskerk

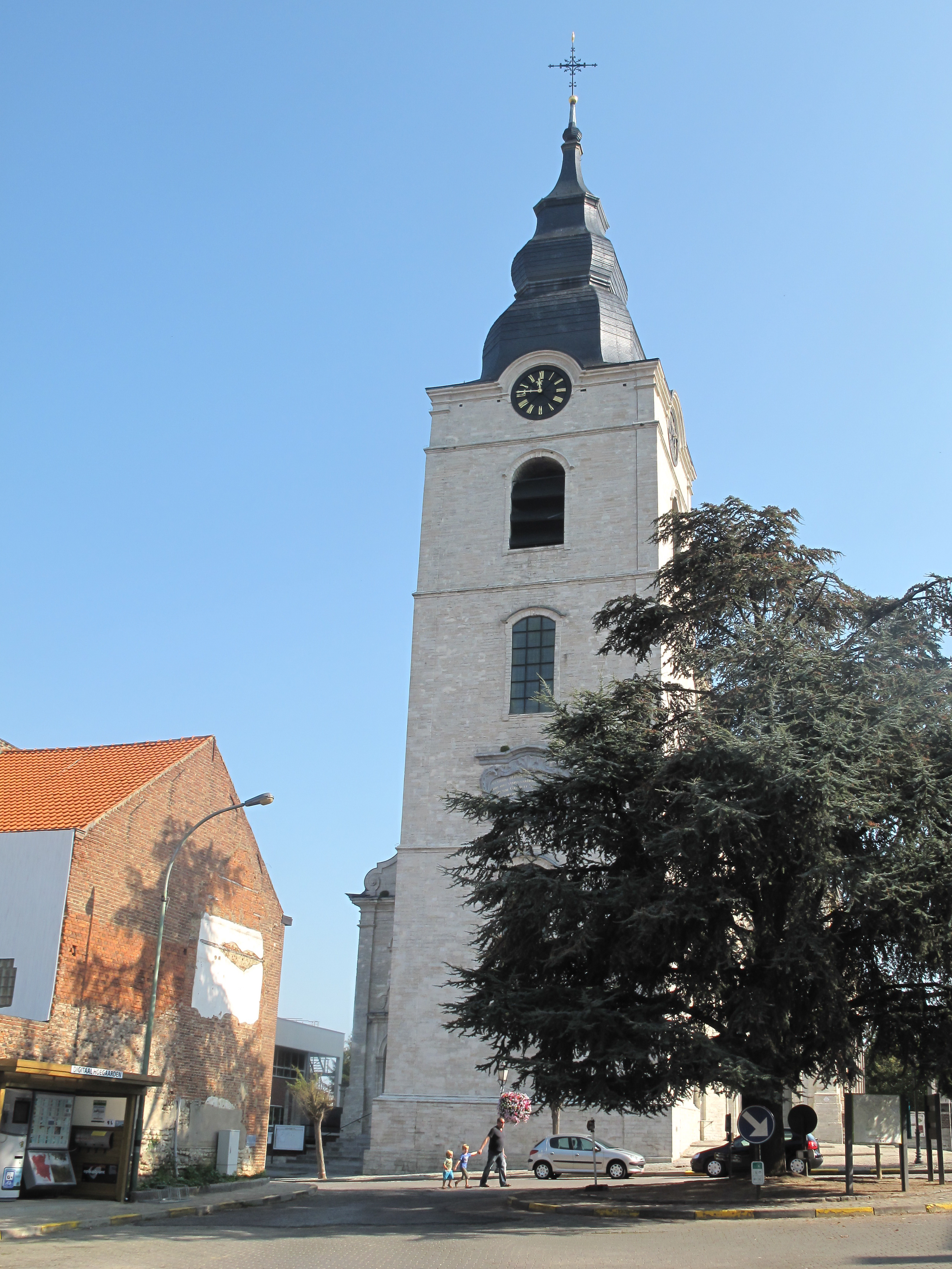
Sint-Gorgoniuskerk

Hoegaarden (Frans: Hougaerde) is een plaats en gemeente in de Belgische provincie Vlaams-Brabant. De gemeente telt ruim 6000 inwoners. Inwoners worden Hoegaardiers genoemd. Deze benaming komt van het Duits Hoegardiers ten tijde van het Prinsbisdom Luik waartoe Hoegaarden behoorde.  Een groot deel van de oppervlakte van de gemeente is nog landbouwgebied.

## Toponymie
De datief meervoud op um kan men verbinden met een tweestammige Germaanse naam, namelijk hugu + ward. De afleiding op um betekent zoveel als "bij de mensen van", gevolgd door de stamvader. In de antroponymie zijn beide elementen zeer bekend. Hugu betekent "verstand, denkende geest". Het tweede lid ward is een stam die beschermen betekent. Zo kan de naam Hoegaarden gereconstrueerd worden als Hugwardum, met klankwettige evolutie tot Hoegaarden. Hoegaarden betekent dus oorspronkelijk "bij de mensen van Hugu-ward.

## Geschiedenis
Het dorp is gelegen in Haspengouw op de samenvloeiing van de Grote Gete en de Schoorbroekbeek en ligt op een Romeinse heerbaan van Tienen naar Bavay in Noord-Frankrijk. Overblijfselen van deze periode werden aangetroffen in een aantal Romeinse villa's die in de jaren 1980 werden opgegraven. Het huidige dorp werd in 981 gesticht door de laatste heerseres van het graafschap Bruningerode (in het Frans Brunengeruz), waarvan Hoegaarden het centrum zou geweest zijn. Bruningerode betekent: gerooid bos van de lieden van Bruno. Gravin Alpaïdis (Alpeide) schonk haar graafschap en burcht (die stond op de plaats van de huidige Sint-Gorgoniuskerk) aan de prins-bisschop van Luik. Tot aan de Franse Revolutie bleef het dorp een Luikse enclave in het Hertogdom Brabant.

## Geografie

### Kernen
Naast de dorpskern van Hoegaarden zelf heeft de gemeente nog twee andere woonkernen, met name Meldert en Outgaarden.

### Gehuchten
Naast deze dorpen die vóór de laatste gemeentefusie als onafhankelijke entiteiten bestonden, telt Hoegaarden nog een aantal gehuchten. De kleine dorpjes Rommersom, Hoksem en Hauthem maken al sinds eeuwen deel uit van de hoofdgemeente en zijn er ruimtelijk ook van afgescheiden. Ook Bost maakte lange tijd deel uit van het Hoegaardse grondgebied tot het in 1884 een onafhankelijke gemeente werd.
Minder bekend zijn de Hoegaardse gehuchten Nerm, Aalst (deel van Nerm), Schoor (verdwenen als bewoond gebied), Elst, Altenaken en Egypte (nu Brouwerij Loriersstraat). In 1977 werd het gehucht Overlaar opgesplitst, het grootste gedeelte ervan ligt nu op grondgebied van de stad Tienen.
Ook Meldert heeft een aantal gehuchten, het grootste ervan is Babelom, de andere zijn Gaat, Keulen en Overhem.
Outgaarden kent, in tegenstelling tot Hoegaarden en vooral Meldert, een erg compacte nederzettingsstructuur; er zijn dan ook geen aparte gehuchten te onderscheiden. Tot aan de afscheiding in 1922 was Zittert-Lummen te beschouwen als gehucht.

#### Tabel
| # | Naam       | Opp. (km²) | Inwoners (2020) | Inwoners per km² | NIS-code |
| - | ---------- | ---------- | --------------- | ---------------- | -------- |
| 1 | Hoegaarden | 17,95      | 4.913           | 274              | 24041A   |
| 2 | Meldert    | 8,90       | 1.127           | 127              | 24041B   |
| 3 | Outgaarden | 7,28       | 822             | 113              | 24041C   |

## Bezienswaardigheden
- De Brouwerij De Kluis.
- De Sint-Gorgoniuskerk.
- De Sint-Rochuskapel
- De Onze-Lieve-Vrouw van Troostkapel
- De Sint-Servatiuskapel in het gehucht Rommersom
- De Sint-Catharinakapel in het gehucht Hauthem
- Het klooster Mariadal
- De Celismolen, een watermolen op de Grote Gete
- Diverse monumentale boerderijen
- Een eeuwenoude winterlinde met veldkapel op een kruispunt van veldwegen
- Diverse herenhuizen en kanunnikenwoningen, meest uit de 18e eeuw
- Het Kapittelhuis, waar de kanunniken verbleven. Tijdens de Franse tijd kwam het aan particulieren en omsgtreeks 1885 werd er om het huis een tuin aangelegd. In 1991 kwamen hier de Vlaamse Toontuinen en in 2021 werd dit omgezet in het Park van Hoegaarden.
- De Geosite Goudberg, bestaande uit de versteende resten van een prehistorisch bos.
- De Villa Trémouroux-Dumont
- Diverse kasseiwegen en holle wegen.
- Zie ook: de plaats Hoksem.

## Natuur en landschap
Hoegaarden ligt op een hoogte van 42-108 meter. Het ligt aan de Grote Gete en tegen de taalgrens en het Waals Gewest aan.

## Demografische ontwikkeling

### Demografische evolutie deelgemeente voor de fusie
- Bronnen:NIS, Opm:1831 tot en met 1970=volkstellingen, 1976= inwonersaantal op 31 december

### Demografische ontwikkeling van de fusiegemeente
Alle historische gegevens hebben betrekking op de huidige gemeente, inclusief deelgemeenten, zoals ontstaan na de fusie van 1 januari 1977.
- Bronnen:NIS, Opm:1831 tot en met 1981=volkstellingen; 1990 en later= inwonertal op 1 januari
- 1930: Deelgemeente Outgaarden was tot 1922 deel van de gemeente Zittert-Lummen

| Inwoners van jaar tot jaar op 1 januari 1992 tot heden | Inwoners van jaar tot jaar op 1 januari 1992 tot heden | Inwoners van jaar tot jaar op 1 januari 1992 tot heden |
| jaar                                                   | Aantal                                                 | Evolutie: 1992=index 100                               |
| ------------------------------------------------------ | ------------------------------------------------------ | ------------------------------------------------------ |
| 1992                                                   | 5.612                                                  | 100,0                                                  |
| 1993                                                   | 5.633                                                  | 100,4                                                  |
| 1994                                                   | 5.703                                                  | 101,6                                                  |
| 1995                                                   | 5.764                                                  | 102,7                                                  |
| 1996                                                   | 5.868                                                  | 104,6                                                  |
| 1997                                                   | 5.910                                                  | 105,3                                                  |
| 1998                                                   | 5.984                                                  | 106,6                                                  |
| 1999                                                   | 5.991                                                  | 106,8                                                  |
| 2000                                                   | 6.014                                                  | 107,2                                                  |
| 2001                                                   | 6.016                                                  | 107,2                                                  |
| 2002                                                   | 6.032                                                  | 107,5                                                  |
| 2003                                                   | 6.059                                                  | 108,0                                                  |
| 2004                                                   | 6.059                                                  | 108,0                                                  |
| 2005                                                   | 6.148                                                  | 109,6                                                  |
| 2006                                                   | 6.225                                                  | 110,9                                                  |
| 2007                                                   | 6.226                                                  | 110,9                                                  |
| 2008                                                   | 6.351                                                  | 113,2                                                  |
| 2009                                                   | 6.456                                                  | 115,0                                                  |
| 2010                                                   | 6.546                                                  | 116,6                                                  |
| 2011                                                   | 6.632                                                  | 118,2                                                  |
| 2012                                                   | 6.739                                                  | 120,1                                                  |
| 2013                                                   | 6.721                                                  | 119,8                                                  |
| 2014                                                   | 6.732                                                  | 120,0                                                  |
| 2015                                                   | 6.819                                                  | 121,5                                                  |
| 2016                                                   | 6.891                                                  | 122,8                                                  |
| 2017                                                   | 6.907                                                  | 123,1                                                  |
| 2018                                                   | 6.942                                                  | 123,7                                                  |
| 2019                                                   | 6.886                                                  | 122,7                                                  |
| 2020                                                   | 6.863                                                  | 122,3                                                  |
| 2021                                                   | 6.843                                                  | 121,9                                                  |
| 2022                                                   | 6.811                                                  | 121,4                                                  |
| 2022                                                   | 6.797                                                  | 121,1                                                  |
| 2024                                                   | 6.873                                                  | 122,5                                                  |
| 2025                                                   | 6.963                                                  | 124,1                                                  |

## Cultuur

### Evenementen
Hoegaarden staat bekend om zijn palmprocessie. Deze palmzondagtraditie wordt georganiseerd door het Genootschap der Twaalf Apostelen waarvan de statuten dateren uit 1631. Elk jaar op palmzondag wordt een beeld van Christus gezeten op een ezel, in processie rond het dorp gedragen. Kinderen verkopen palmtakjes aan de gelovigen. Ze gaan van huis tot huis. Deze traditie was tot aan de Franse Revolutie wijd verspreid in Europa. Anno 2016 is de Hoegaardse traditie een van de laatst overgeblevene van West-Europa. Daar waar de processie langs kwam, werden voor de gelegenheid huisaltaren buiten geplaatst. De priester wijdde die één voor één. Dit gebruik geraakte de laatste jaren in de vergetelheid, maar de processie is nog steeds een publiekslokker.

## Economie

### Landbouw
De akkerbouw is de belangrijkste landbouwtak in Hoegaarden. De teelten zijn hoofdzakelijk tarwe, maïs en suikerbieten, hoewel de laatste jaren ook alternatieve gewassen ingang vinden.

### Industrie

#### Suikernijverheid
De streek rond Tienen staat bekend om zijn suikerproductie. Ook in Hoegaarden waren in het verleden diverse suikerraffinaderijen te vinden. De bekendste was ongetwijfeld de 'Grand Pont' die in de jaren 1950 sloot. De laatste raffinaderij in het dorp sloot eind jaren 1980 haar deuren. Van deze locatie blijft niets over, brouwerij De Kluis bouwde er een bottelarij en een waterzuiveringsinstallatie.

#### Brouwerijen
Hoegaarden staat bekend als een echte biergemeente. Ooit waren er meer dan 35 brouwerijen (boer brouwers), maar sinds 1966 is er nog maar één, te weten Brouwerij De Kluis, gesticht door Pierre Celis. De brouwerij maakte onder meer Hoegaarden (witbier), De Verboden Vrucht, Hoegaarden Grand Cru, Julius en Hougaerdse Das. De brouwerij werd in de jaren tachtig overgenomen door Interbrew (nu AB InBev). Op 30 november 2005 maakte InBev bekend dat alle brouwactiviteiten van Hoegaarden verplaatst zouden worden naar Jupille. Niet alleen zou dit tot ontslagen leiden, maar ook tot het verdwijnen van de laatste Hoegaardse brouwerij. In september 2007 besloot hetzelfde InBev echter het Hoegaarden bier weer in Hoegaarden zelf te brouwen.
In december 2006 startte Brouwerij "Nieuwhuys" in het gelijknamige café met het brouwen van het nieuwe bruine bier "Alpaïde", naar de laatste gravin van het graafschap Bruningerode. Ondertussen brouwen zij verschillende bieren waaronder nu ook de blonde variant van "Alpaïde" en het amberkleurige "Rosdel" genoemd naar het gelijknamig natuurgebied nabij Hoegaarden.

#### Andere nijverheid
Er is een kleine ambachtelijke zone met bedrijven uit diverse sectoren.

## Politiek

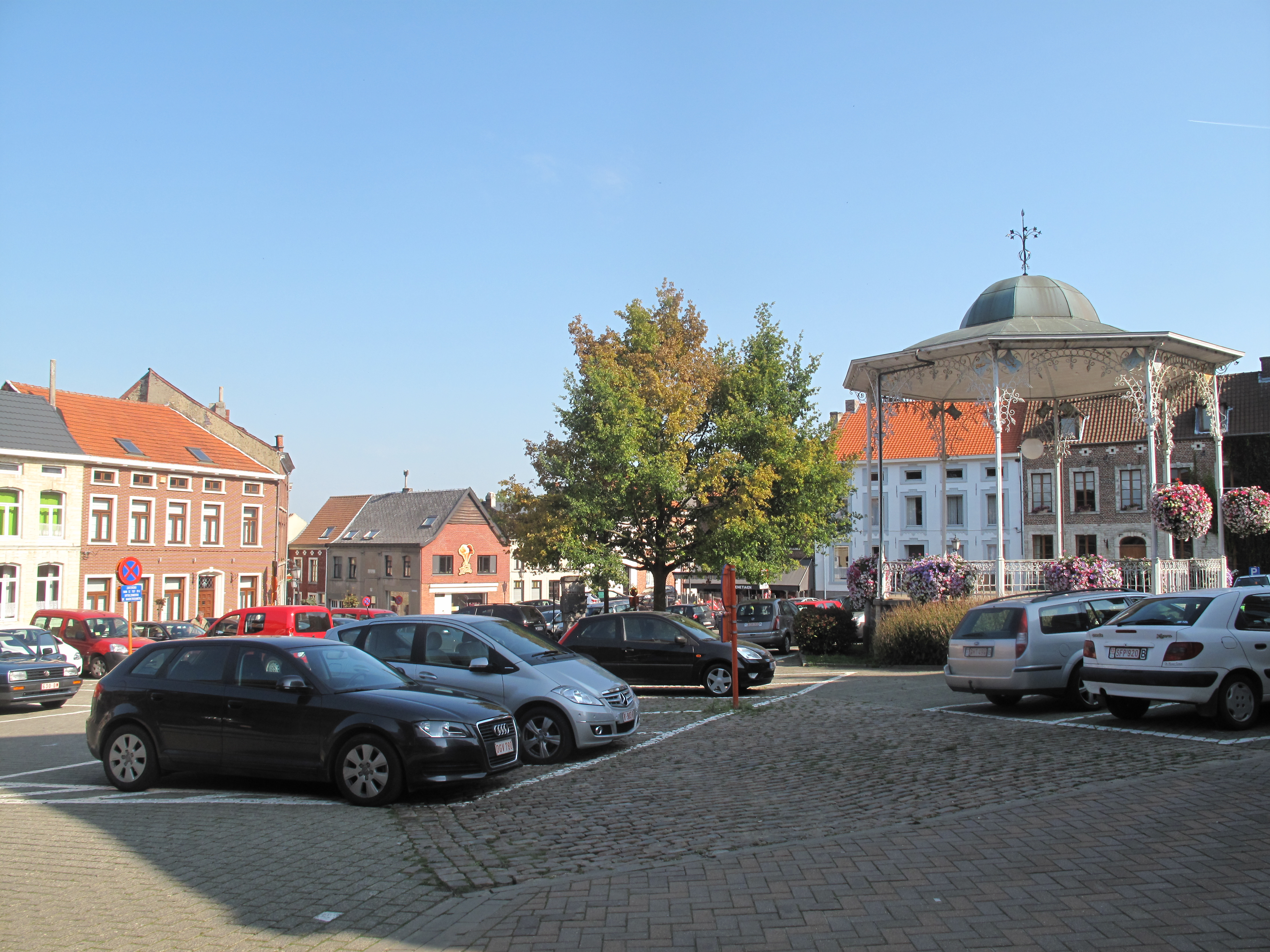
Gemeenteplein

### Bestuur
De gemeenteraad van Hoegaarden werd tot 1970 gedomineerd door de Liberale Partij, later de PVV. In 1970 werd deze absolute meerderheid gebroken door een coalitie van CVP en BSP. Sinds de gemeenteraadsverkiezingen van 1976 heeft CVP, nu CD&V, een volstrekte meerderheid.

### Lijst van burgemeesters
- Jean-Baptiste Dumont
- 1812-1830 : Philippe de Zangré[4]
- 1836-1849 : Philippe de Zangré
- Henri Pailliet
- 1854-1861 : Louis Putzeys
- Jean Christiaens
- 1866-1876 : Louis Putzeys
- Leopold Lodewijkcx
- Arthur Putzeys
- Henri Dotremont
- Leopold Lodewijckx
- Jules Celis (oorlogsburgemeester)[5]
- ...-1958 : Michel Giroulle
- 1959-1970 : André Hettich
- 1971-1992 : Roger Kerryn[6] (CVP)
- 1992-2008 : Frans Huon (CVP, CD&V)
- 2008-2024 : Jean-Pierre Taverniers (CD&V)
- 2024-heden : Joris Verbaeten (CD&V)

#### 2024-2030
Burgemeester is Joris Verbaeten van de CD&V. Deze partij heeft de meerderheid met 12 op 17 zetels.

### Resultaten gemeenteraadsverkiezingen sinds 1976
| Partij               | Partij                                                          | 10-10-1976 | 10-10-1976 | 10-10-1982 | 10-10-1982 | 9-10-1988 | 9-10-1988 | 9-10-1994 | 9-10-1994 | 8-10-2000 | 8-10-2000 | 8-10-2006 | 8-10-2006 | 14-10-2012 | 14-10-2012 | 14-10-2018 | 14-10-2018 | 13-10-2024 | 13-10-2024 |
| Stemmen / Zetels     | Stemmen / Zetels                                                | %          | 17         | %          | 17         | %         | 17        | %         | 17        | %         | 17        | %         | 17        | %          | 17         | %          | 17         | %          | 17         |
| -------------------- | --------------------------------------------------------------- | ---------- | ---------- | ---------- | ---------- | --------- | --------- | --------- | --------- | --------- | --------- | --------- | --------- | ---------- | ---------- | ---------- | ---------- | ---------- | ---------- |
|                      | CVP1/ CD&V2                                                     | 53,281     | 10         | 52,21      | 10         | 55,031    | 11        | 56,371    | 11        | 44,761    | 9         | 51,172    | 10        | 52,092     | 11         | 50,52      | 10         | 66,52      | 12         |
|                      | SP1/ HTDA/ sp.a2/ DurvenAanpakkenSamenC                         | 14,541     | 2          | 15,511     | 2          | 15,881    | 2         | x         | x         | 13,921    | 2         | 17,142    | 2         | 12,062     | 1          | 10,72      | 1          | 33,5C      | 5          |
|                      | PVV1/ HTDA/ VLD2/ Open Vld3/ Gewoon WITB/ DurvenAanpakkenSamenC | 30,11      | 5          | 26,571     | 5          | 26,441    | 4         | 35,41A    | 6         | 32,742    | 6         | 31,72     | 5         | 19,553     | 3          | 19,6B      | 3          | 33,5C      | 5          |
|                      | Agalev1/ Gewoon WITB/ DurvenAanpakkenSamenC                     | -          |            | -          |            | -         |           | -         |           | 8,571     | 0         | -         |           | -          |            | 19,6B      | 3          | 33,5C      | 5          |
|                      | VU1/ N-VA2/ DurvenAanpakkenSamenC                               | 2,081      | 0          | 5,711      | 0          | 2,661     | 0         | -         |           | -         |           | -         |           | 16,32      | 2          | 17,92      | 3          | 33,5C      | 5          |
| Anderen(*)           | Anderen(*)                                                      | -          |            | -          |            | -         |           | 8,22      | 0         | -         |           | -         |           | -          |            | -          |            | -          |            |
| Totaal stemmen       | Totaal stemmen                                                  | 4198       | 4198       | 4248       | 4248       | 4273      | 4273      | 4305      | 4305      | 4507      | 4507      | 4643      | 4643      | 4865       | 4865       | 4972       | 4972       | 3575       | 3575       |
| Opkomst %            | Opkomst %                                                       |            |            |            |            | 96,72     | 96,72     | 95,6      | 95,6      | 94,72     | 94,72     | 96,71     | 96,71     | 94,69      | 94,69      | 94,7       | 94,7       | 67,4       | 67,4       |
| Blanco en ongeldig % | Blanco en ongeldig %                                            | 1,55       | 1,55       | 2,73       | 2,73       | 3,16      | 3,16      | 3,9       | 3,9       | 2,95      | 2,95      | 3,10      | 3,10      | 3,91       | 3,91       | 4,0        | 4,0        | 2,8        | 2,8        |

De rode cijfers naast de gegevens duiden aan onder welke naam de partijen telkens bij een verkiezing opkwamen.

De zetels van de gevormde coalitie staan vetjes afgedrukt. De grootste partij is in kleur.

(*) 1994: ANDERS (6,55%), W.O.W. (1,67%)

## Bekende Hoegaardiers
- Joseph Haumont (1783-1848), ingenieur, filosoof en dichter
- Louis Gasia (1898-1950), componist, muziekpedagoog, violist en hoornist
- Louis Hardiquest (1910-1991), wielrenner
- Pierre Celis (1925-2011), bierbrouwer
- Roger Kerryn (1925-2012), burgemeester en politicus
- Frans Huon (1940-2008), burgemeester en politicus
- Jean-Pierre Taverniers (1957) burgemeester en politicus
- Maureen Vanherberghen (1987), zangeres en actrice

## Nabijgelegen kernen
Hoksem, Meldert, Saint-Remy-Geest, Zétrud-Lumay, Outgaarden, Bost, Tienen